# Antoon Versteegde
Antoon Versteegde (Volkel, 15 mei 1953) is een Nederlandse kunstenaar, bekend om zijn grootschalige bamboe-installaties. Deze tijdelijke constructies, gemaakt van materialen zoals bamboestokken, vlaggen, touw en elastiek, zijn zowel kunstwerken als interacties met het publiek.

## Loopbaan
Versteegde studeerde van 1972 tot 1978 aan de Koninklijke Academie voor Kunst en Vormgeving in 's-Hertogenbosch, waar hij cum laude afstudeerde in de richting Monumentale en Versierende Vormgeving. Na zijn afstuderen vestigde hij zich in Uden en begon hij zijn carrière als schilder, met een focus op grote abstracte werken. Een studiereis door Zuid-Europa en Noord-Afrika bracht echter een omslag teweeg, waarna hij zich toelegde op ruimtelijke installaties.
In 1983 creëerde Versteegde zijn eerste bamboe-installatie in het NL-Centrum aan de Rozengracht in Amsterdam. Dit werk werd later in het Vondelpark tentoongesteld, waar hij ontdekte dat het publiek enthousiast meewerkte aan het bouwproces. Dit leidde ertoe dat hij zich ging richten op interactieve kunst, waarbij de toeschouwers actief deelnemen aan de creatie van het kunstwerk. Versteegde verlegde hiermee de grenzen van traditionele tentoonstellingsruimtes naar openbare en toegankelijke locaties.

## Werk
Versteegde heeft wereldwijd meer dan 500 interactieve projecten gerealiseerd. Elk project verschijnt kortstondig, maar de ervaring blijft lang in het collectieve geheugen van de deelnemers. Hoewel de kunstwerken vaak na enkele dagen, weken of maanden verdwijnen, blijft de gedeelde herinnering bestaan als blijvend onderdeel van de ervaring.
Zijn werkwijze sluit aan bij 'community art'-projecten, waarbij hij vaak samenwerkt met lokale kunstenaars en vrijwilligers. De eenvoudige bouwtechniek van zijn installaties maakt het mogelijk dat ook mensen zonder ervaring kunnen meedoen. Deze samenwerking en interactie met het publiek vormen een essentieel onderdeel van zijn kunstprojecten. Hij ziet het creëren van een kunstwerk als een gezamenlijke ervaring, waarbij zowel het proces als het uiteindelijke kunstwerk van betekenis zijn.

## Afbeeldingen

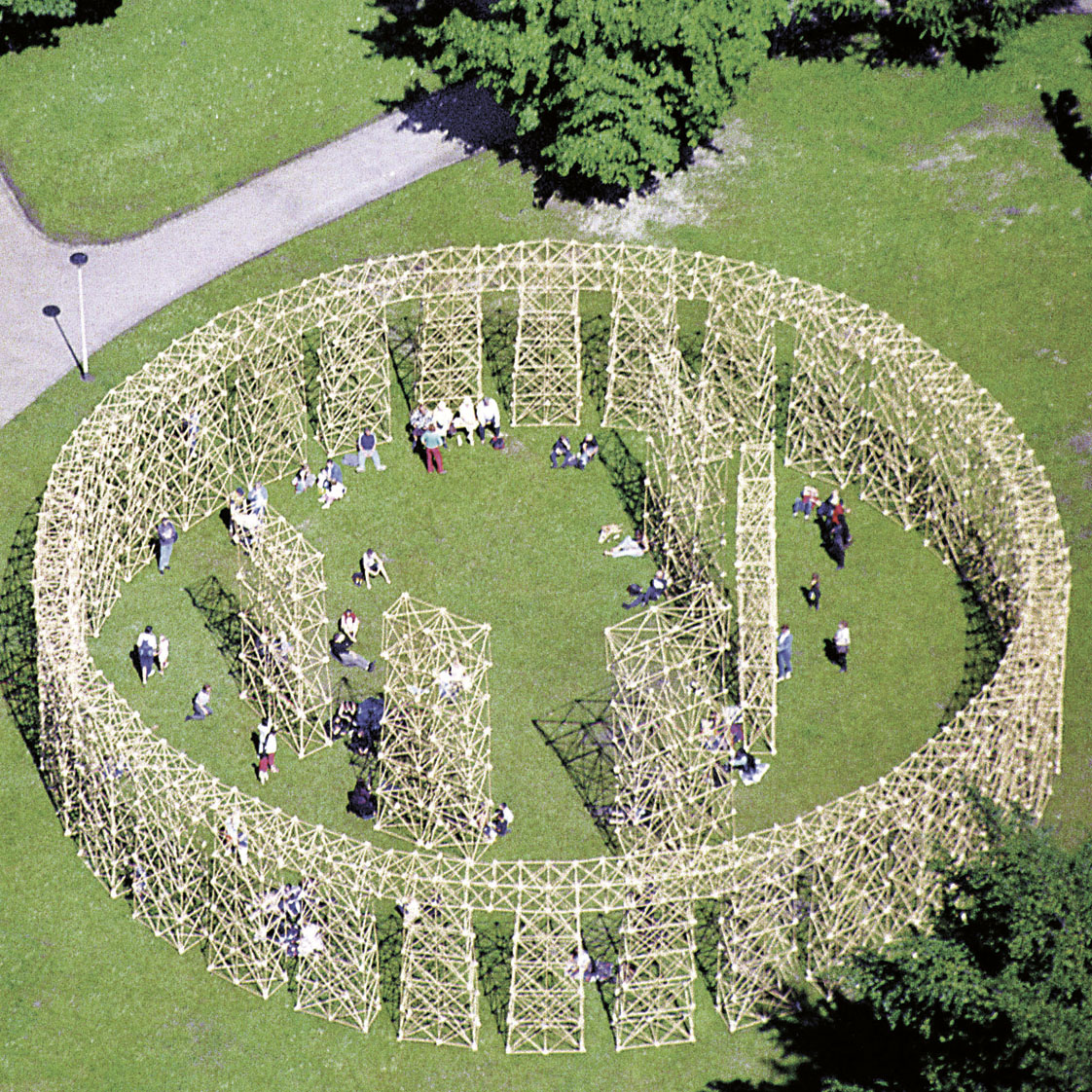
Stonehenge Rotterdam 2002.
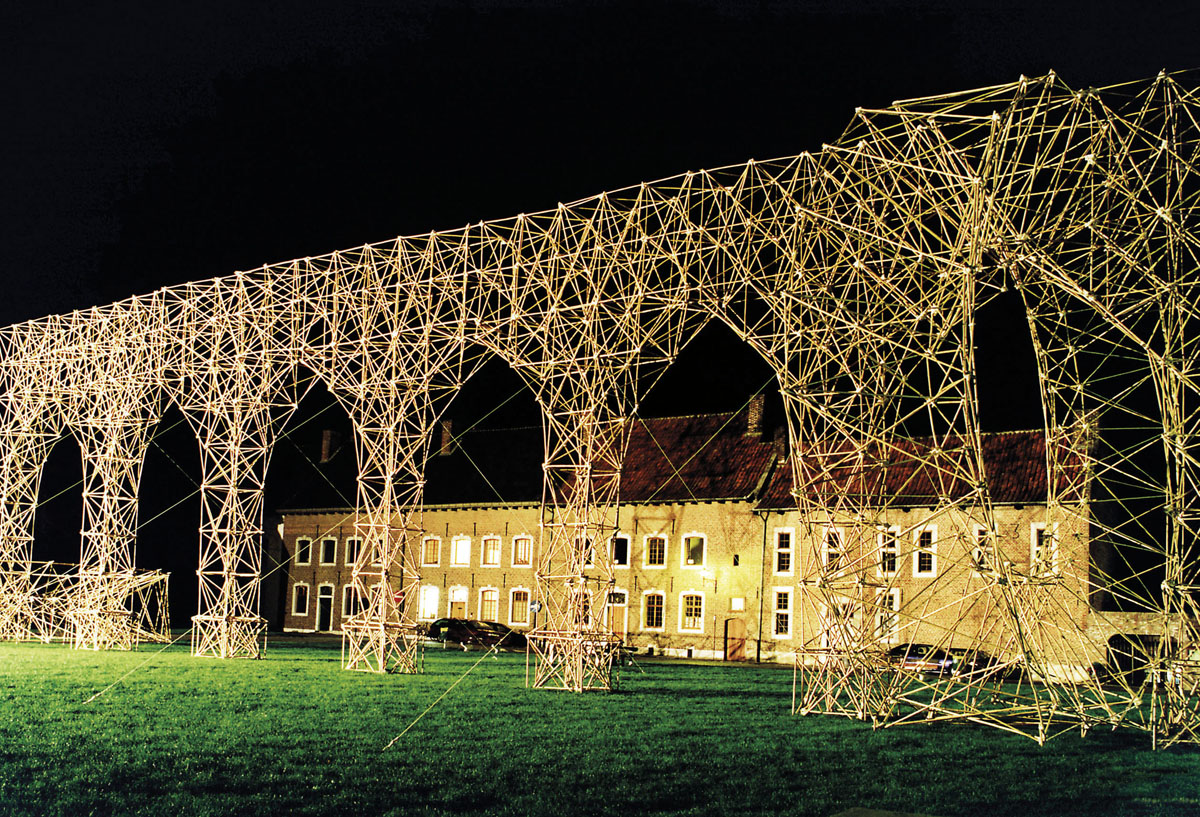
BigBig Bamboo, Sint Truiden 1996.
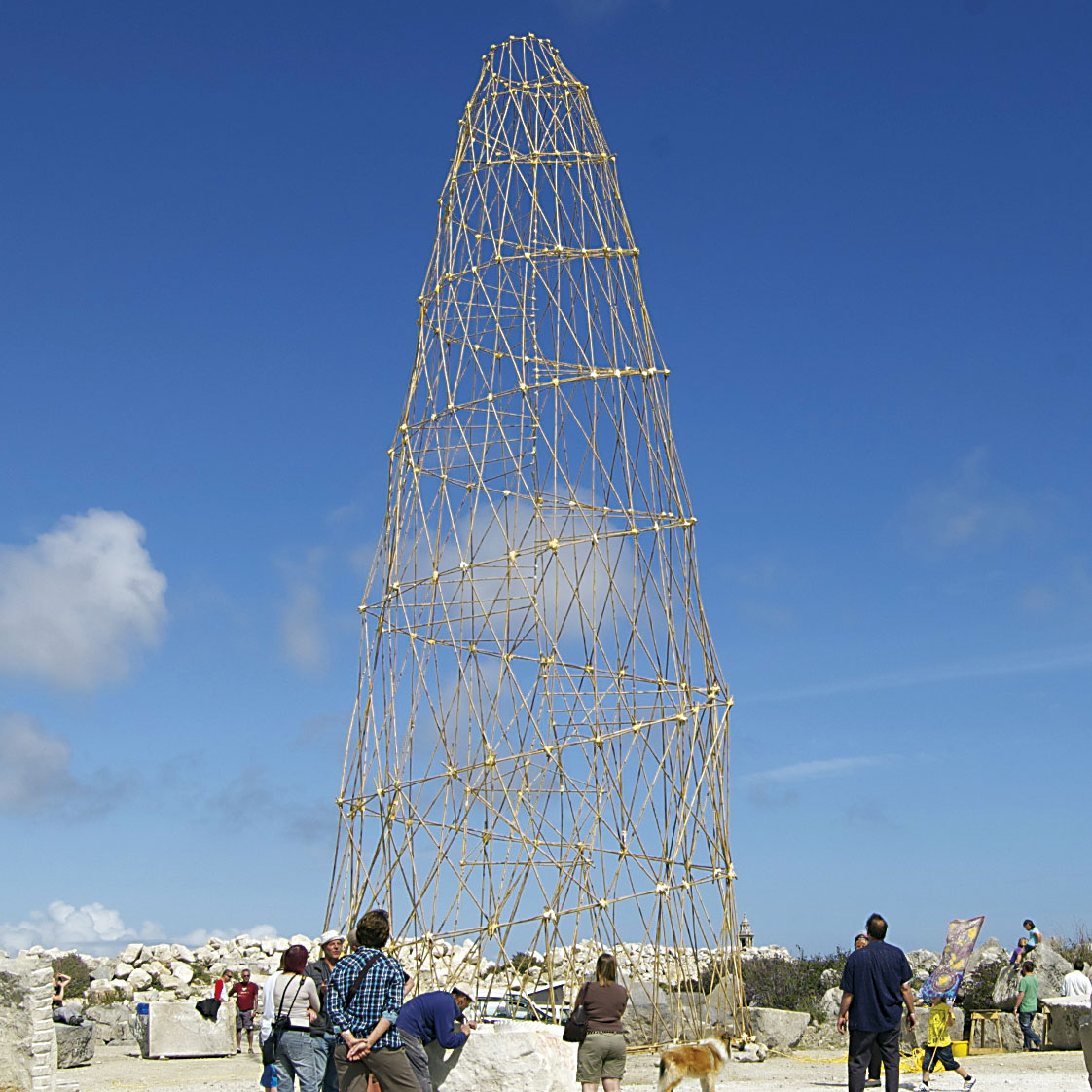
Portland Screw 2012.
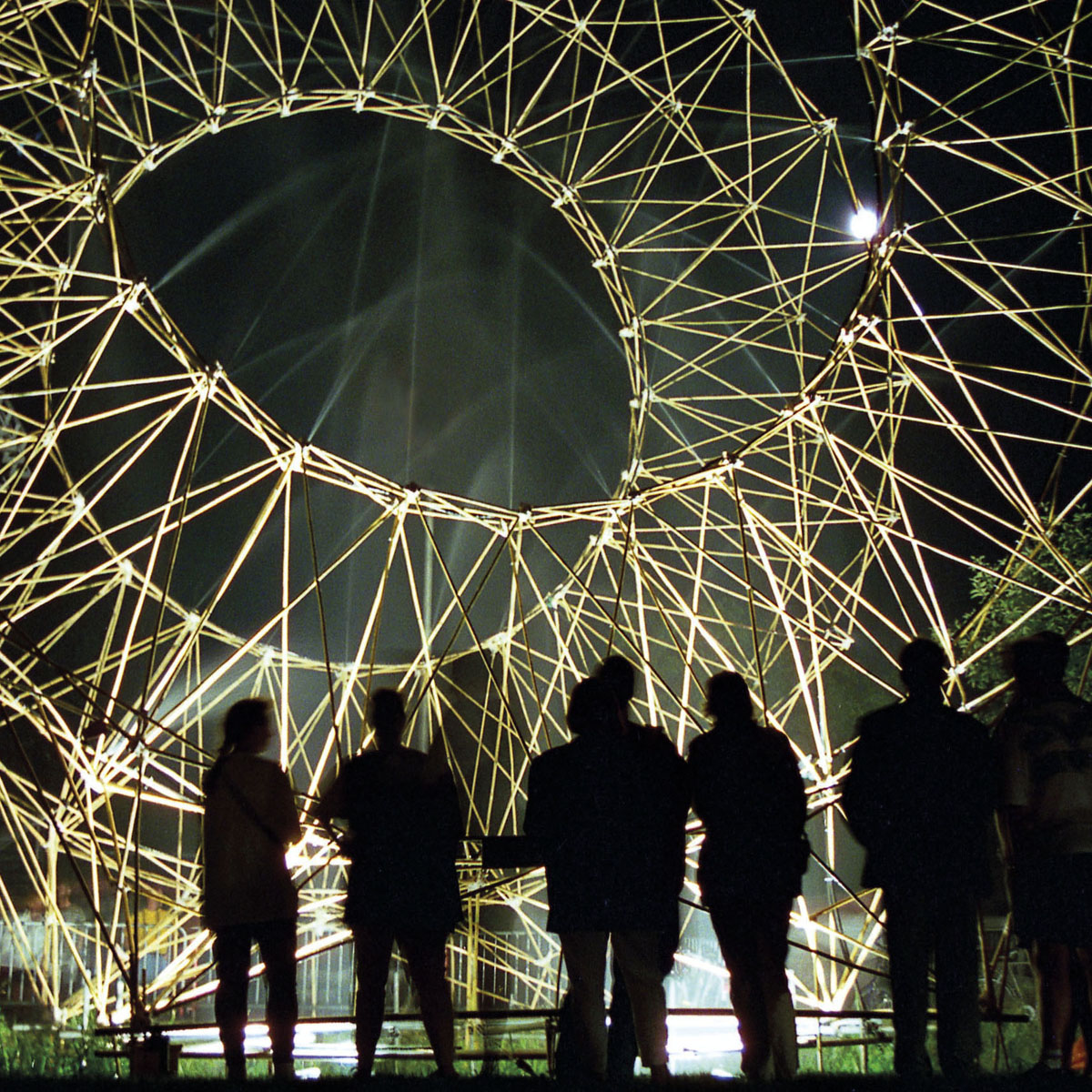
WaterRingen 1996.
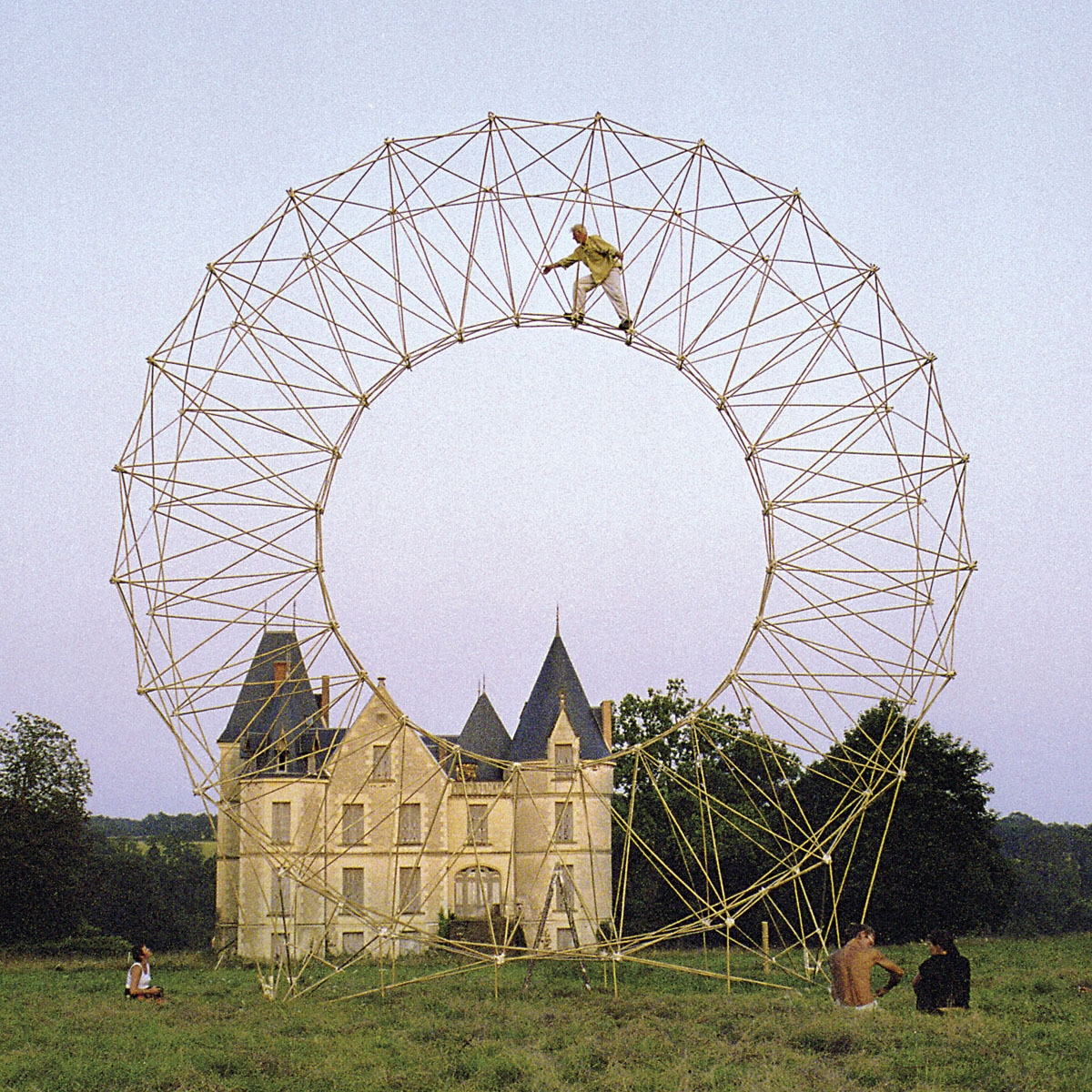
Bamboo Super Circle 2000.
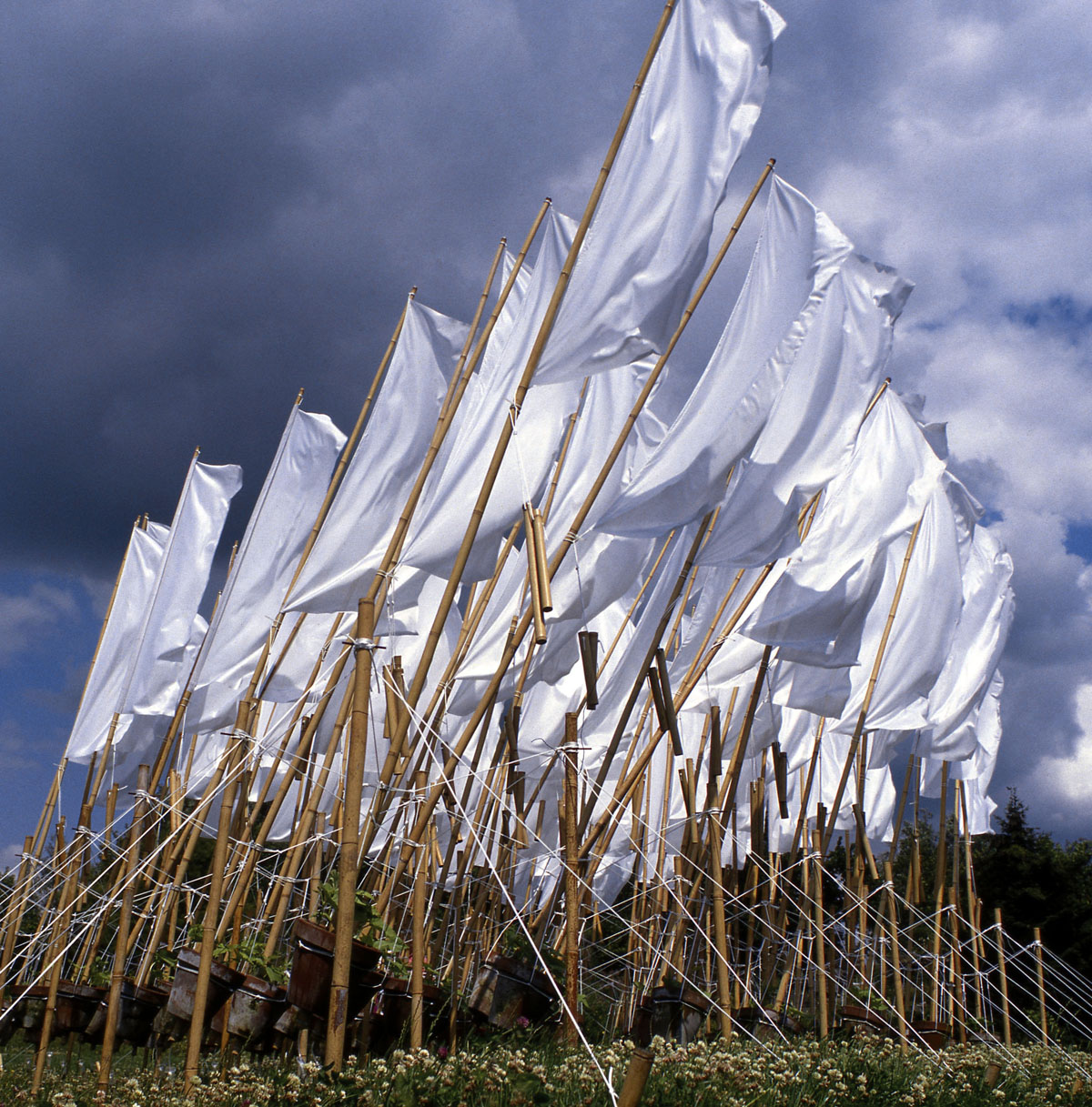
Flags on Hanging Gardens 1993.
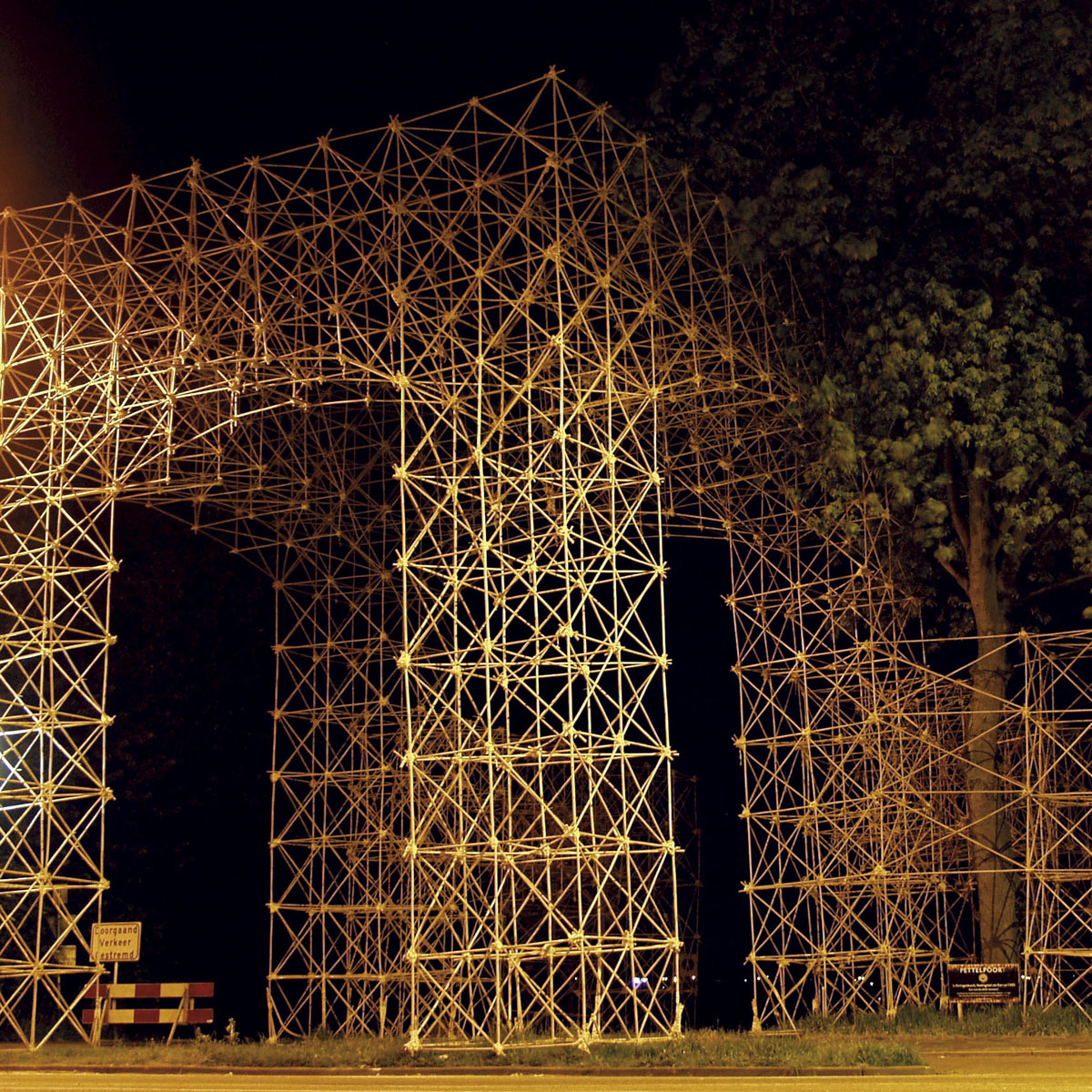
Pettelpoort 's-Hertogenbosch 2005.
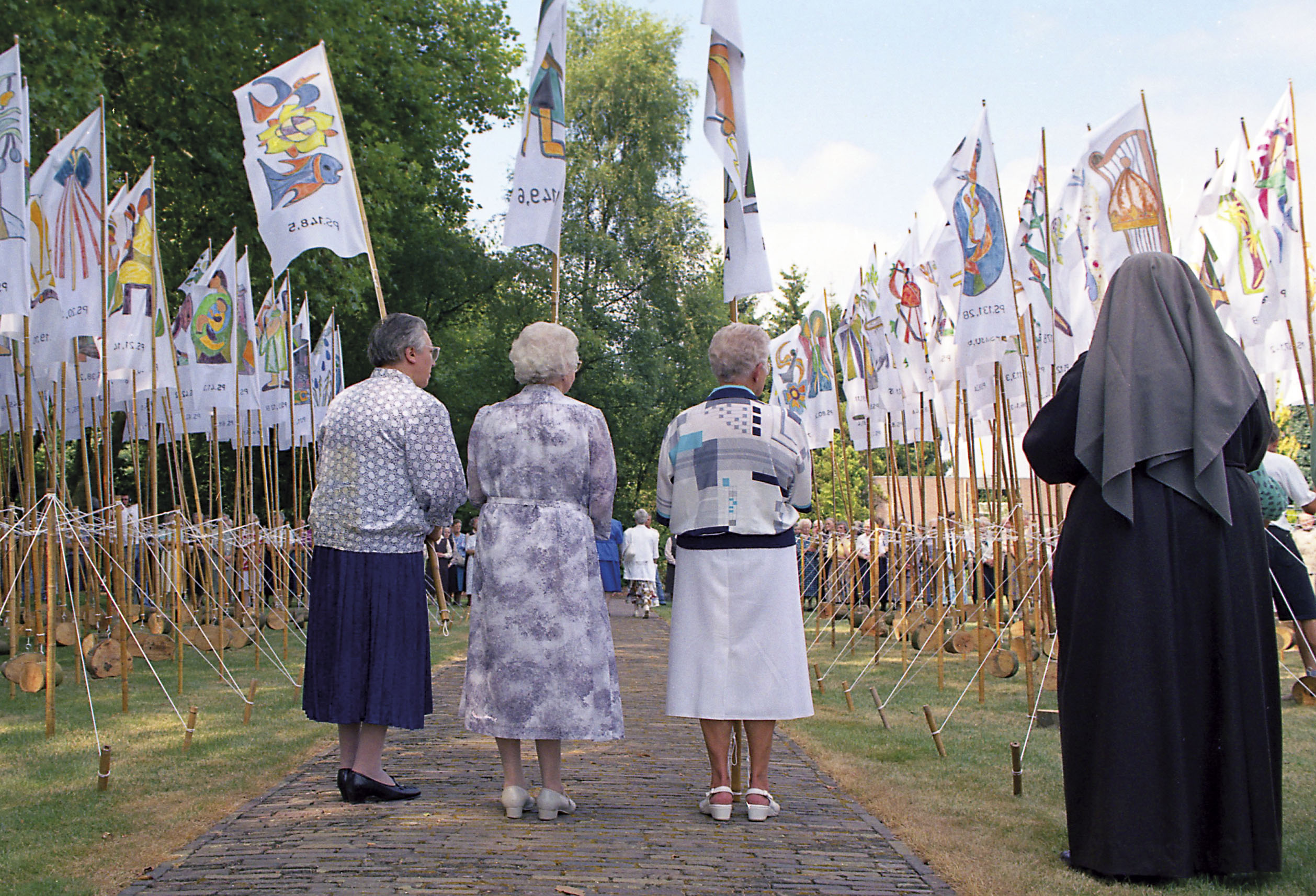
Beeldenstorm in Kloostertuin 1994.